# Hassanal Bolkiah
Hassanal Bolkiah Mu'izaddin Waddaulah (حسن البلقيه; Bandar Seri Begawan, 15. srpnja 1946.), aktualni, 29. sultan Bruneja. Vladar je od 5. prosinca 1967. godine. Prvi premijer Bruneja od 1. siječnja 1984. godine.
Sin je Omara Ali Saifuddiena III. i Raje Isteri Pengiran Anak Damit. Dosad je imao dvije žene: Pengiran Isteri Mariam (1981. – 2003.) i Pengiran Isteri Azrinaz Mazhar (2005. - ).